# Flins-sur-Seine
Flins-sur-Seine – miejscowość i gmina we Francji, w regionie Île-de-France, w departamencie Yvelines. Przez miejscowość przepływa Sekwana. 
Według danych na rok 2006 gminę zamieszkiwało 2375 osób, a gęstość zaludnienia wynosiła 275 osób/km².

## Gospodarka
Od 2 października 1952 w miejscowości znajduje się fabryka koncernu Renault, która w 2009 zatrudniała 3 300 osób. Produkuje się tu model Renault Clio oraz elektryczny model Zoe.

## Znane osoby związane z Flins-sur-Seine
Alfred Van Cleef, założyciel francuskiego domu jubilerskiego Van Cleef & Arpels, zmarł 11 czerwca 1938 w zamku Minaudière we Flins-sur-Seine.